# Alison Van Uytvanck
Alison Van Uytvanck (ur. 26 marca 1994 w Vilvoorde) – belgijska tenisistka, reprezentantka kraju w Pucharze Federacji.

## Kariera tenisowa
W 2011 wygrała cztery turnieje rangi ITF, w 2012 – dwa, a w 2013 – trzy. Reprezentowała Belgię w Fed Cup 2012 w deblu.
Wygrała w pierwszej rundzie Brussels Ladies Open 2011 po przejściu kwalifikacji. W następnym roku dostała się do ćwierćfinału Brussels Open 2012 w singlu, tym razem po otrzymaniu dzikiej karty, gdzie przegrała z najwyżej rozstawioną w turnieju Agnieszką Radwańską 2:6, 1:6.
W 2013 roku otrzymała dziką kartę do zawodów w Brukseli, gdzie przegrała w pierwszej rundzie. W Birmingham przeszła przez kwalifikacje i pokonała rozstawioną Ayumi Moritę, by w drugim meczu ulec innej kwalifikantce, Marii Sanchez. W Budapeszcie przegrała pierwsze spotkanie. W sezonie osiągnęła drugą rundę kwalifikacji do wielkoszlemowego Wimbledonu i trzecią do US Open. W zawodach kategorii WTA 125K series w Tajpej zwyciężyła w grze pojedynczej i zanotowała finał w grze podwójnej.
W sezonie 2014 awansowała do ćwierćfinału turnieju we Florianópolis.
W zawodach cyklu WTA Tour Belgijka wygrała pięć turniejów w grze pojedynczej, w grze podwójnej natomiast zwyciężyła w dwóch turniejach z czterech rozegranych finałów. Triumfowała też w trzech turniejach singlowych w cyklu WTA 125 z czterech osiągniętych finałów, w deblu zaś osiągnęła dwa finały zawodów tej kategorii.

## Życie prywatne
Była związana z belgijską tenisistką Greet Minnen, z którą w grudniu 2020 roku się zaręczyła, ale po kilku miesiącach para rozstała się. W lipcu 2023 roku wzięła ślub z Emilie Vermeiren.

## Historia występów wielkoszlemowych
Legenda
     W, wygrany turniej
     F, przegrana w finale
     SF, przegrana w półfinale
     QF, przegrana w ćwierćfinale
     xR, przegrana w x rundzie
     Qx, przegrana w x rundzie kwalifikacji
     A, brak startu
     NH, turniej nie odbył się

### Występy w grze pojedynczej
| Australian Open        | A   | A   | A   | A   | 1R | 1R | 1R  | A  | 1R | 1R | 1R | 2R | 2R | 1R  | A | 0 / 9  | 2 – 9   |  |  |  |  |  |  |  |  |  |
| French Open            | A   | A   | A   | A   | 1R | QF | A   | 2R | 2R | 1R | 2R | 1R | 2R | A   |   | 0 / 8  | 8 – 8   |  |  |  |  |  |  |  |  |  |
| Wimbledon              | A   | A   | A   | Q2  | 2R | 1R | 1R  | 1R | 4R | 2R | NH | 1R | 1R | A   |   | 0 / 8  | 5 – 8   |  |  |  |  |  |  |  |  |  |
| US Open                | A   | A   | A   | Q3  | 1R | 1R | 1R  | 1R | 1R | 2R | 1R | 1R | 2R | A   |   | 0 / 9  | 2 – 9   |  |  |  |  |  |  |  |  |  |
|                        |     |     |     |     |    |    |     |    |    |    |    |    |    |     |   |        |         |  |  |  |  |  |  |  |  |  |
| Ranking na koniec roku | 829 | 297 | 220 | 129 | 80 | 42 | 124 | 75 | 50 | 47 | 63 | 68 | 54 | 299 |   | 0 / 34 | 17 – 34 |  |  |  |  |  |  |  |  |  |

### Występy w grze podwójnej
| Australian Open        | A | A   | A   | A   | A   | A   | 1R  | A | 1R  | 1R  | 1R  | 1R | 1R  | 3R  | A | 0 / 7  | 2 – 7   |  |  |  |  |  |  |  |  |  |  |
| French Open            | A | A   | A   | A   | A   | A   | A   | A | 1R  | 1R  | 2R  | 1R | 2R  | A   |   | 0 / 5  | 2 – 5   |  |  |  |  |  |  |  |  |  |  |
| Wimbledon              | A | A   | A   | A   | A   | 3R  | A   | A | A   | 2R  | NH  | 2R | A   | A   |   | 0 / 3  | 4 – 3   |  |  |  |  |  |  |  |  |  |  |
| US Open                | A | A   | A   | A   | 1R  | 1R  | A   | A | 1R  | A   | 1R  | 3R | 1R  | A   |   | 0 / 6  | 2 – 6   |  |  |  |  |  |  |  |  |  |  |
|                        |   |     |     |     |     |     |     |   |     |     |     |    |     |     |   |        |         |  |  |  |  |  |  |  |  |  |  |
| Ranking na koniec roku | – | 988 | 319 | 508 | 365 | 107 | 294 | – | 186 | 123 | 102 | 87 | 183 | 348 |   | 0 / 21 | 10 – 21 |  |  |  |  |  |  |  |  |  |  |

### Występy w grze mieszanej
Alison Van Uytvanck nigdy nie startowała w rozgrywkach gry mieszanej podczas turniejów wielkoszlemowych.

## Finały turniejów WTA
| Legenda                     | Legenda |
| --------------------------- | ------- |
| Wielki Szlem                |         |
| Igrzyska olimpijskie        |         |
| WTA Tour Championships      |         |
| 2009 – 2020                 |         |
| WTA Premier Mandatory       |         |
| WTA Premier 5               |         |
| WTA Premier                 |         |
| WTA International Series    |         |
| WTA 125K series (2012–2020) |         |
| od 2021                     |         |
| WTA 1000 (obowiązkowe)      |         |
| WTA 1000 (nieobowiązkowe)   |         |
| WTA 500                     |         |
| WTA 250                     |         |
| WTA 125                     |         |

### Gra pojedyncza 5 (5–0)
| Końcowy wynik | Nr | Data                | Turniej    | Nawierzchnia    | Przeciwniczka       | Wynik finału  |
| ------------- | -- | ------------------- | ---------- | --------------- | ------------------- | ------------- |
| Zwyciężczyni  | 1. | 17 września 2017    | Québec     | Dywanowa (hala) | Tímea Babos         | 5:7, 6:4, 6:1 |
| Zwyciężczyni  | 2. | 25 lutego 2018      | Budapeszt  | Twarda (hala)   | Dominika Cibulková  | 6:3, 3:6, 7:5 |
| Zwyciężczyni  | 3. | 24 lutego 2019      | Budapeszt  | Twarda (hala)   | Markéta Vondroušová | 1:6, 7:5, 6:2 |
| Zwyciężczyni  | 4. | 28 września 2019    | Taszkent   | Twarda          | Sorana Cîrstea      | 6:2, 4:6, 6:4 |
| Zwyciężczyni  | 5. | 2 października 2021 | Nur-Sułtan | Twarda (hala)   | Julija Putincewa    | 1:6, 6:4, 6:3 |

### Gra podwójna 4 (2–2)
| Końcowy wynik | Nr | Data                 | Turniej    | Nawierzchnia  | Partnerka         | Przeciwniczki                                  | Wynik finału   |
| ------------- | -- | -------------------- | ---------- | ------------- | ----------------- | ---------------------------------------------- | -------------- |
| Finalistka    | 1. | 15 lutego 2015       | Antwerpia  | Twarda (hala) | An-Sophie Mestach | Anabel Medina Garrigues Arantxa Parra Santonja | 4:6, 6:3, 5–10 |
| Zwyciężczyni  | 1. | 20 października 2018 | Luksemburg | Twarda (hala) | Greet Minnen      | Wiera Łapko Mandy Minella                      | 7:6(3), 6:2    |
| Finalistka    | 2. | 21 maja 2021         | Belgrad    | Ceglana       | Greet Minnen      | Aleksandra Krunić Nina Stojanović              | 0:6, 2:6       |
| Zwyciężczyni  | 2. | 18 września 2021     | Luksemburg | Twarda (hala) | Greet Minnen      | Erin Routliffe Kimberley Zimmermann            | 6:3, 6:3       |

## Finały turniejów WTA 125

### Gra pojedyncza 4 (3–1)
| Końcowy wynik | Nr | Data              | Turniej   | Nawierzchnia    | Przeciwniczka      | Wynik finału  |
| ------------- | -- | ----------------- | --------- | --------------- | ------------------ | ------------- |
| Zwyciężczyni  | 1. | 10 listopada 2013 | Tajpej    | Dywanowa (hala) | Yanina Wickmayer   | 6:4, 6:2      |
| Finalistka    | 1. | 4 sierpnia 2019   | Karlsruhe | Ceglana         | Patricia Maria Țig | 6:3, 1:6, 2:6 |
| Zwyciężczyni  | 2. | 19 grudnia 2021   | Limoges   | Twarda (hala)   | Ana Bogdan         | 6:2, 7:5      |
| Zwyciężczyni  | 3. | 19 czerwca 2022   | Gaiba     | Trawiasta       | Sara Errani        | 6:4, 6:3      |

### Gra podwójna 2 (0–2)
| Końcowy wynik | Nr | Data              | Turniej   | Nawierzchnia    | Partnerka          | Przeciwniczki                       | Wynik finału   |
| ------------- | -- | ----------------- | --------- | --------------- | ------------------ | ----------------------------------- | -------------- |
| Finalistka    | 1. | 10 listopada 2013 | Tajpej    | Dywanowa (hala) | Anna-Lena Friedsam | Caroline Garcia Jarosława Szwiedowa | 3:6, 3:6       |
| Finalistka    | 2. | 15 maja 2022      | Karlsruhe | Ceglana         | Jana Sizikowa      | Majar Szarif Panna Udvardy          | 7:5, 4:6, 2–10 |

## Wygrane turnieje rangi ITF
| turnieje z pulą nagród 100 000 $ (W100) |
| turnieje z pulą nagród 80 000 $ (W80)   |
| turnieje z pulą nagród 60 000 $ (W75)   |
| turnieje z pulą nagród 40 000 $ (W50)   |
| turnieje z pulą nagród 25 000 $ (W35)   |
| turnieje z pulą nagród 15 000 $ (W15)   |
| turnieje z pulą nagród 10 000 $         |

### Gra pojedyncza
|     | Data       | Turniej             | ($)     | Naw.      | Finalistka            | Wynik            |
| 1.  | 13/02/2011 | Vale Do Lobo        | 10 000  | twarda    | Elica Kostowa         | 6:4, 4:6, 6:2    |
| 2.  | 13/03/2011 | Dijon               | 10 000  | twarda    | Claire Feuerstein     | 6:2, 6:3         |
| 3.  | 08/05/2011 | Edynburg            | 10 000  | ziemna    | Justyna Jegiołka      | 6:7(5), 6:4, 6:2 |
| 4.  | 06/11/2011 | Sunderland          | 10 000  | twarda    | Tara Moore            | 6:4, 6:1         |
| 5.  | 15/01/2012 | Glasgow             | 10 000  | twarda    | Francesca Stephenson  | 6:3, 6:0         |
| 6.  | 11/11/2012 | Equeurdreville      | 25 000  | twarda    | Julie Coin            | 6:1, 3:6, 6:3    |
| 7.  | 27/01/2013 | Andrézieux-Bouthéon | 25 000  | twarda    | Ana Vrljić            | 6:1, 6:4         |
| 8.  | 28/04/2013 | Chiasso             | 25 000  | ziemna    | Katarzyna Kawa        | 7:6(2), 6:3      |
| 9.  | 22/09/2013 | Shrewsbury          | 25 000  | twarda    | Marta Sirotkina       | 7:5, 6:1         |
| 10. | 17/07/2016 | Stockton            | 50 000  | twarda    | Anastasija Piwowarowa | 6:3, 3:6, 6:2    |
| 11. | 02/10/2016 | Las Vegas           | 50 000  | twarda    | Sofia Kenin           | 3:6, 7:6(4), 6:2 |
| 12. | 20/06/2021 | Nottingham          | 100 000 | trawiasta | Arina Rodionowa       | 6:0, 6:4         |
| 13. | 05/06/2022 | Surbiton            | 100 000 | trawiasta | Arina Rodionowa       | 7:6(3), 6:2      |
| 14. | 08/10/2023 | Reims               | 25 000  | twarda    | Julia Awdiejewa       | 6:4, 6:4         |
| 15. | 21/04/2024 | Hammamet            | 25 000  | ziemna    | Sada Nahimana         | 6:4, 6:2         |
| 16. | 09/06/2024 | Surbiton            | 100 000 | trawiasta | Tatjana Maria         | 6:7(5), 6:1, 6:2 |